# Lijst van nummer 1-hits in Polen in 2013
Deze hits stonden in 2013 op nummer 1 in de Polish Airplay Chart, de bekendste hitlijst in Polen.
| Datum        | Artiest                             | Titel                              |
| ------------ | ----------------------------------- | ---------------------------------- |
| 5 januari    | Lana Del Rey                        | Summertime sadness                 |
| 12 januari   | Lana Del Rey                        | Summertime sadness                 |
| 19 januari   | Bruno Mars                          | Locked out of heaven               |
| 26 januari   | Ewelina Lisowska                    | W stronę słońca                    |
| 2 februari   | Ewelina Lisowska                    | W stronę słońca                    |
| 9 februari   | Ewelina Lisowska                    | W stronę słońca                    |
| 16 februari  | Ewelina Lisowska                    | W stronę słońca                    |
| 23 februari  | Ewelina Lisowska                    | W stronę słońca                    |
| 2 maart      | Labrinth & Emeli Sandé              | Beneath your beautiful             |
| 9 maart      | Labrinth & Emeli Sandé              | Beneath your beautiful             |
| 16 maart     | Labrinth & Emeli Sandé              | Beneath your beautiful             |
| 23 maart     | Avicii & Nicky Romero               | I Could Be the One                 |
| 30 maart     | The Lumineers                       | Ho hey                             |
| 6 april      | Avicii & Nicky Romero               | I could be the one                 |
| 13 april     | Enej                                | Lili                               |
| 20 april     | P!nk & Nate Ruess                   | Just give me a reason              |
| 27 april     | One Direction                       | One way or another (Teenage kicks) |
| 4 mei        | One Direction                       | One way or another (Teenage kicks) |
| 11 mei       | One Direction                       | One way or another (Teenage kicks) |
| 18 mei       | One Direction                       | One way or another (Teenage kicks) |
| 25 mei       | Justin Timberlake                   | Mirrors                            |
| 1 juni       | Macklemore, Ryan Lewis & Ray Dalton | Can't hold us                      |
| 8 juni       | Macklemore, Ryan Lewis & Ray Dalton | Can't hold us                      |
| 15 juni      | Macklemore, Ryan Lewis & Ray Dalton | Can't hold us                      |
| 22 juni      | Robin Thicke, T.I. & Pharrell       | Blurred lines                      |
| 29 juni      | Robin Thicke, T.I. & Pharrell       | Blurred lines                      |
| 6 juli       | Robin Thicke, T.I. & Pharrell       | Blurred lines                      |
| 13 juli      | Robin Thicke, T.I. & Pharrell       | Blurred lines                      |
| 20 juli      | Robin Thicke, T.I. & Pharrell       | Blurred lines                      |
| 27 juli      | Sylwia Grzeszczak                   | Pożyczony                          |
| 3 augustus   | Sylwia Grzeszczak                   | Pożyczony                          |
| 10 augustus  | Sylwia Grzeszczak                   | Pożyczony                          |
| 17 augustus  | Avicii                              | Wake me up                         |
| 24 augustus  | Avicii                              | Wake me up                         |
| 31 augustus  | Avicii                              | Wake me up                         |
| 7 september  | Avicii                              | Wake me up                         |
| 14 september | Avicii                              | Wake me up                         |
| 21 september | Avicii                              | Wake me up                         |
| 28 september | OneRepublic                         | Counting stars                     |
| 5 oktober    | OneRepublic                         | Counting stars                     |
| 12 oktober   | Avicii                              | Wake me up                         |
| 19 oktober   | OneRepublic                         | Counting stars                     |
| 26 oktober   | Bednarek                            | Cisza                              |
| 2 november   | Sylwia Grzeszczak                   | Księżniczka                        |
| 9 november   | Wally Lopez & Jamie Scott           | You can't stop the beat            |
| 16 november  | Sylwia Grzeszczak                   | Księżniczka                        |
| 23 november  | Sylwia Grzeszczak                   | Księżniczka                        |
| 30 november  | Sylwia Grzeszczak                   | Księżniczka                        |
| 7 december   | Eminem & Rihanna                    | The monster                        |
| 14 december  | Eminem & Rihanna                    | The monster                        |
| 21 december  | Eminem & Rihanna                    | The monster                        |
| 28 december  | Eminem & Rihanna                    | The monster                        |